# Dundrum

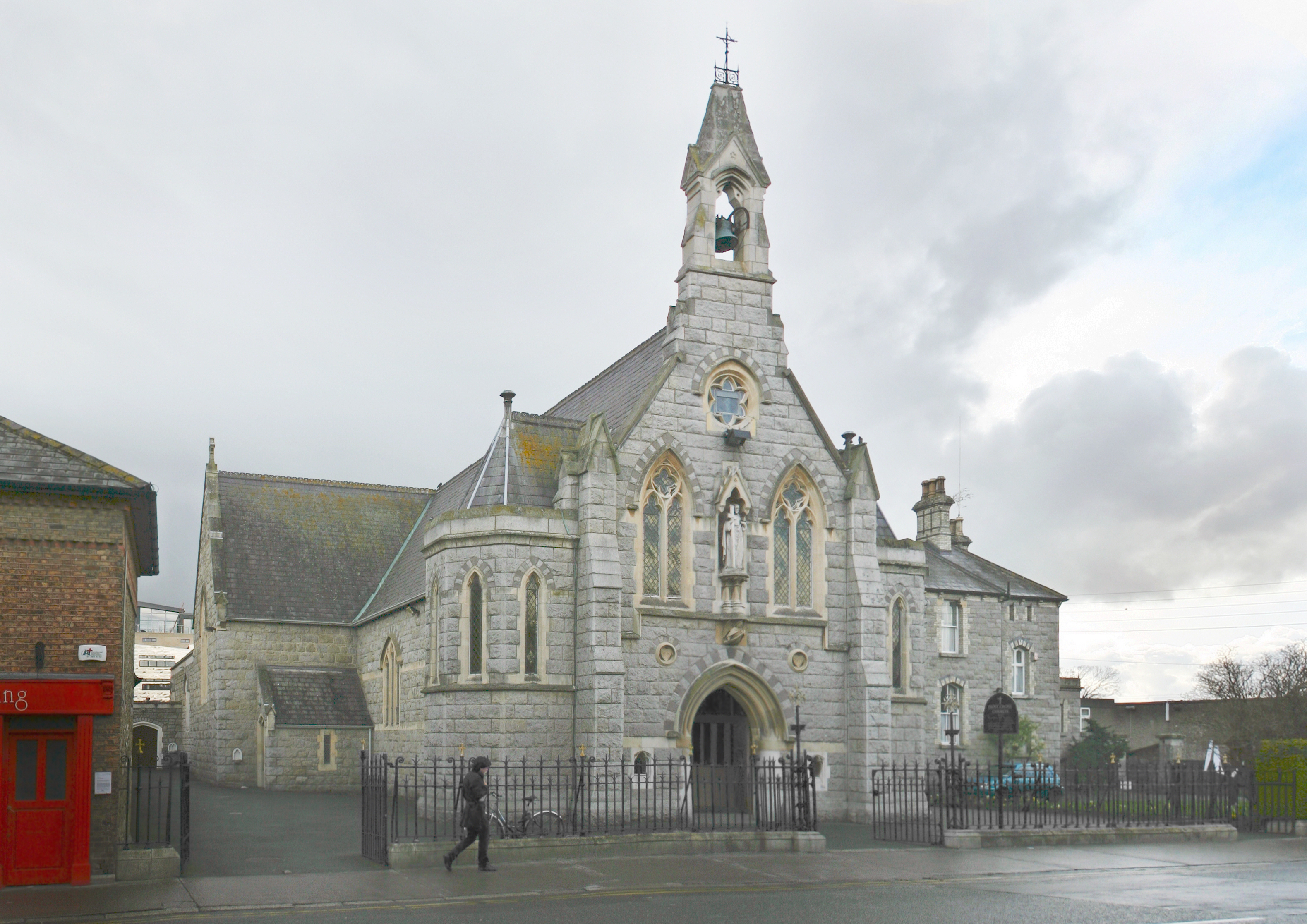
Chiesa

Dundrum (forma anglicizzata) o Dún Droma (in irlandese) in passato un centro abitato a sé stante, è una zona periferica della città di Dublino situata a sud della città verso i monti di Wicklow. Si tratta di una zona residenziale
Il quartiere offre un grande centro commerciale (Dundrum Town Center): si tratta di uno dei maggiori d'Europa. Il quartiere è servito dalla Luas, il nuovo tram che trasporta presso il centro della città. 
A 5 minuti di strada c'è un altro quartiere di Dublino, Churchtown.